# TiddlyWiki

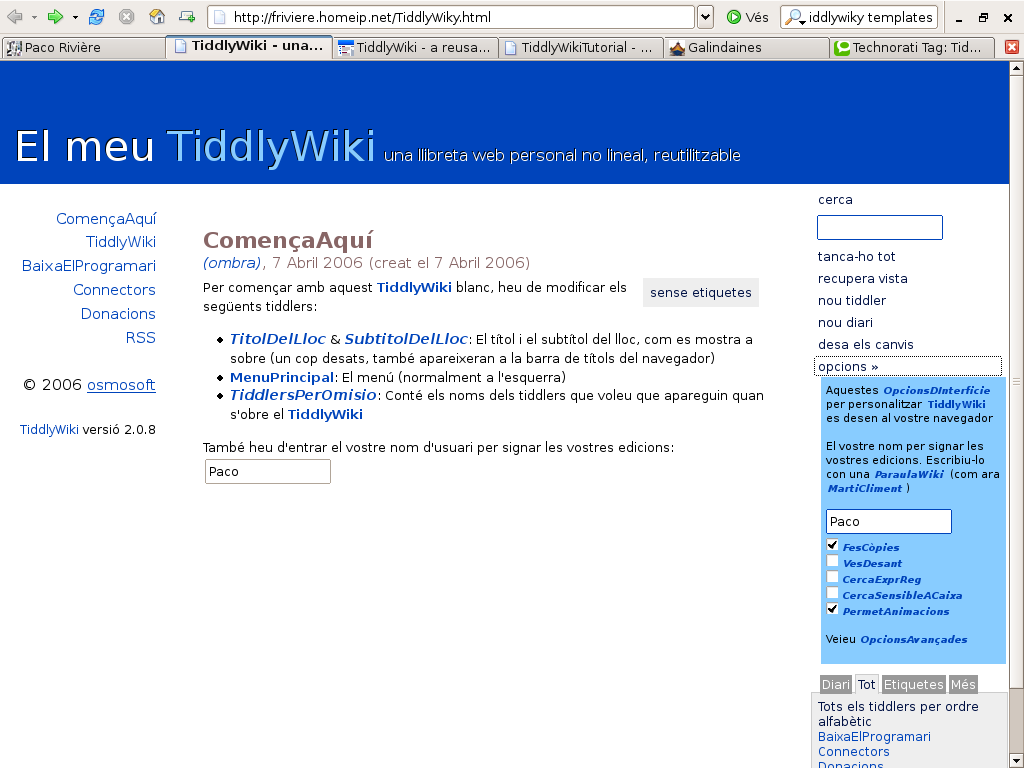
TiddlyWiki en català

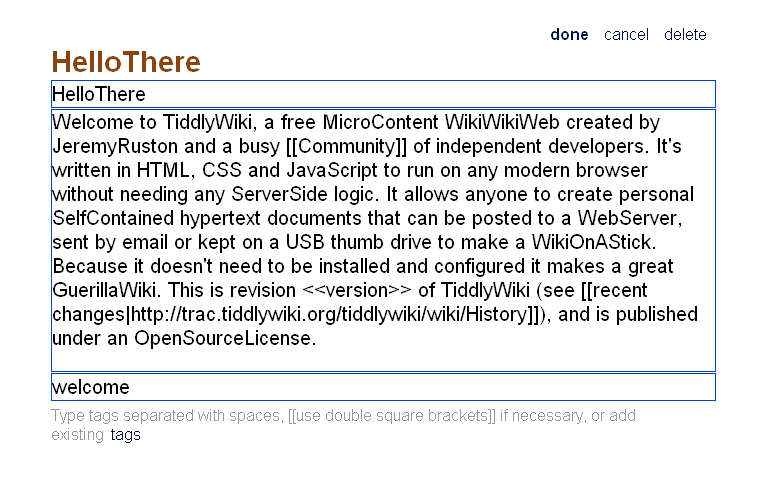
Edició d'un tiddler

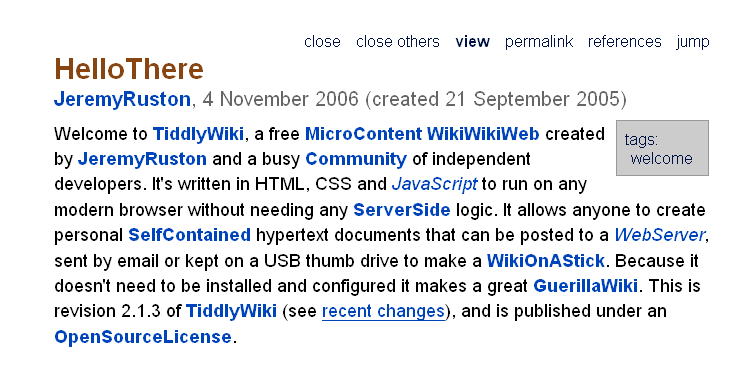
Resultat final

TiddlyWiki és una aplicació de tipus wiki basada en client escrita per Jeremy Ruston que serveix perfectament com a llibreta de notes personal.

## Descripció
És un arxiu HTML que conté el codi CSS i JavaScript. Quan es baixa a l'ordinador de l'usuari, TiddlyWiki té la rara facultat, en alguns navegadors, de poder-se sobreescriure a si mateixa al disc quan l'usuari ho demana. Així l'usuari pot escriure una nova entrada, anomenada Tiddler d'acord amb la convenció TiddlyWiki, a la seva còpia local de l'arxiu TiddlyWiki i desar aquest arxiu per a consultar-lo més endavant. Els Tiddlers existents també es poden modificar o suprimir de la mateixa forma.
TiddlyWiki, publicat per UnaMesa sota la llicència lliure BSD, permet disposar-ne lliurement. Jeremy Ruston el descriu com a experimental, i amb aquest esperit molta gent ha fet servir l'arxiu HTML original per a fer-ne adaptacions de TiddlyWiki. Aquestes es troben a dues categories generals; les que mantenen la característica només costat-client, i les que afegeixen escriptura d'arxiu del costat del servidor per fer TiddlyWiki més un veritable wiki. A mesura que es coneixen aquestes adaptacions s'afegeixen els seus enllaços dels dos tipus d'adaptacions a l'arxiu TiddlyWiki original. Les adaptacions de TiddlyWiki normalment afegeixen característiques que Ruston no va preveure originalment, i alguna d'aquestes característiques s'han inclòs a les noves versions de TiddlyWiki.
A més de ser ideal per a prendre notes, TiddlyWiki també es pot fer servir com a base per a un lloc web sencer. La seva estructura d'un sol arxiu el fa fàcil de gestionar mentre proporciona una elegant experiència web.
Una característica que diferència TiddlyWiki d'un wiki estàndard és la presentació dels continguts. Jeremy Ruston va afirmar al respecte:

Un TiddlyWiki és com un bloc perquè està dividit en petits trossos (Tiddlers), però ens anima a llegir amb hiperenllaços en lloc de seqüencialment: si ho desitgem, una analogia no lineal d'un blog, que uneix els punts microcontinguts individuals en un tot coherent. Crec que TiddlyWiki representa un mitjà nou per a l'escriptura, i promourà el seu propi estil d'escriptura distintiu.

## Creador
Jeremy Ruston (Yorkshire, 1965) és un desenvolupador i creador de programari conegut principalment per la creació de TiddlyWiki.
Va començar la seva carrera escrivint articles per a revistes de computació i va publicar el seu primer llibre als 15 anys. El seu segon llibre, The BBC Micro Revealed, va analitzar els aspectes tècnics del BBC Microcomputer System. Ruston va programar el primer videojoc llicenciat de Doctor Who, anomenat Dalek Attack, que es va llançar per al BBC Micro després de 20 anys d'història del programa.
Ruston va treballar amb la BBC TV a principis dels anys 80, produint animacions per a la televisió infantil i col·laborant en gràfics animats per a documentals. Ruston va crear els biomorfos animats per al programa Horizon en el qual Richard Dawkins explicava l'evolució i la selecció natural.
Més tard, va ser dissenyador en cap en una empresa de telecomunicacions en temps real i va ocupar el càrrec de cap global de comerç electrònic en un banc d'inversions de Londres abans de convertir-se en director de tecnologia d'una startup el 2000.
El 2004, va llançar TiddlyWiki, que va guanyar popularitat i va crear una comunitat al seu voltant. L'any 2007, la seva empresa Osmosoft Lted. va ser adquirida per British Telecom, on va dirigir l'innovació en codi obert fins al 2011. Ruston va continuar liderant el projecte TiddlyWiki i realitzant consultoria per a clients comercials.